# Oxathres implicatus
Oxathres implicatus là một loài bọ cánh cứng trong họ Cerambycidae.